# ナッチャンWorld
ナッチャンWorld（ナッチャン・ワールド）は、東日本フェリーが青森港と函館港の間（青函航路）で運航していた高速フェリーである。 

## 概要
本船はオーストラリアのインキャット社が建造。同社では本船と同様の技術・形状を用いたウェーブピアサー型高速船を多数建造しており、本船は112 m級に分類される。インキャット社は建造した船舶に一連の「Hull No」を付与しているが、本船は065で、これは姉妹船であるナッチャンReraの064と連番である。
船名の「ナッチャンWorld」は、姉妹船の「ナッチャンRera」と同様に船体塗装のイラストをデザインした京都市在住の小学生の愛称「ナッチャン」と、船体に描かれたイラストの「世界中から集まった仲間たちがパレードする」というイメージからの「World」が合わされたもの。
2008年5月に定期便として就航したが採算の悪化から同年11月には定期運用を終え、2009年（平成17年）から2012年（平成24年）まで、東日本フェリーを吸収合併した津軽海峡フェリーが、夏期繁忙期限定で運航した。
2016年3月、PFI法に基づいて設立された特別目的会社「高速マリン・トランスポート」が本船を保有することとなり、防衛省は同社と2025年12月末まで10年間の輸送使用契約を結んだ。

## 船体と装置類
船内設備
TIER4
- エグゼクティブクラス・バー・マッサージチェア（輸送船時はマットレス式の「シート客室」に変更）
  - エグゼクティブデュオ（2名）・クワッド（4名）
- シャワールーム

TIER3
- エコノミークラス（輸送船時は「シート客室」に変更）
- ビジネスクラス（輸送船時は「客用個室」「客用寝台」に変更）
- エントランスラウンジ・カフェ・売店・キッズルーム（輸送船時は食堂兼会議スペースに変更）
- シャワールーム

TIER1・2
- 車両甲板

防衛省への借り上げ後は、長距離移動を考慮し椅子席を撤去しフラット構造で折り畳み式のマットレスが用意され、ビジネスクラス席は乗員用の二段ベッドへと改装された。

## 船歴

### 青函航路時代

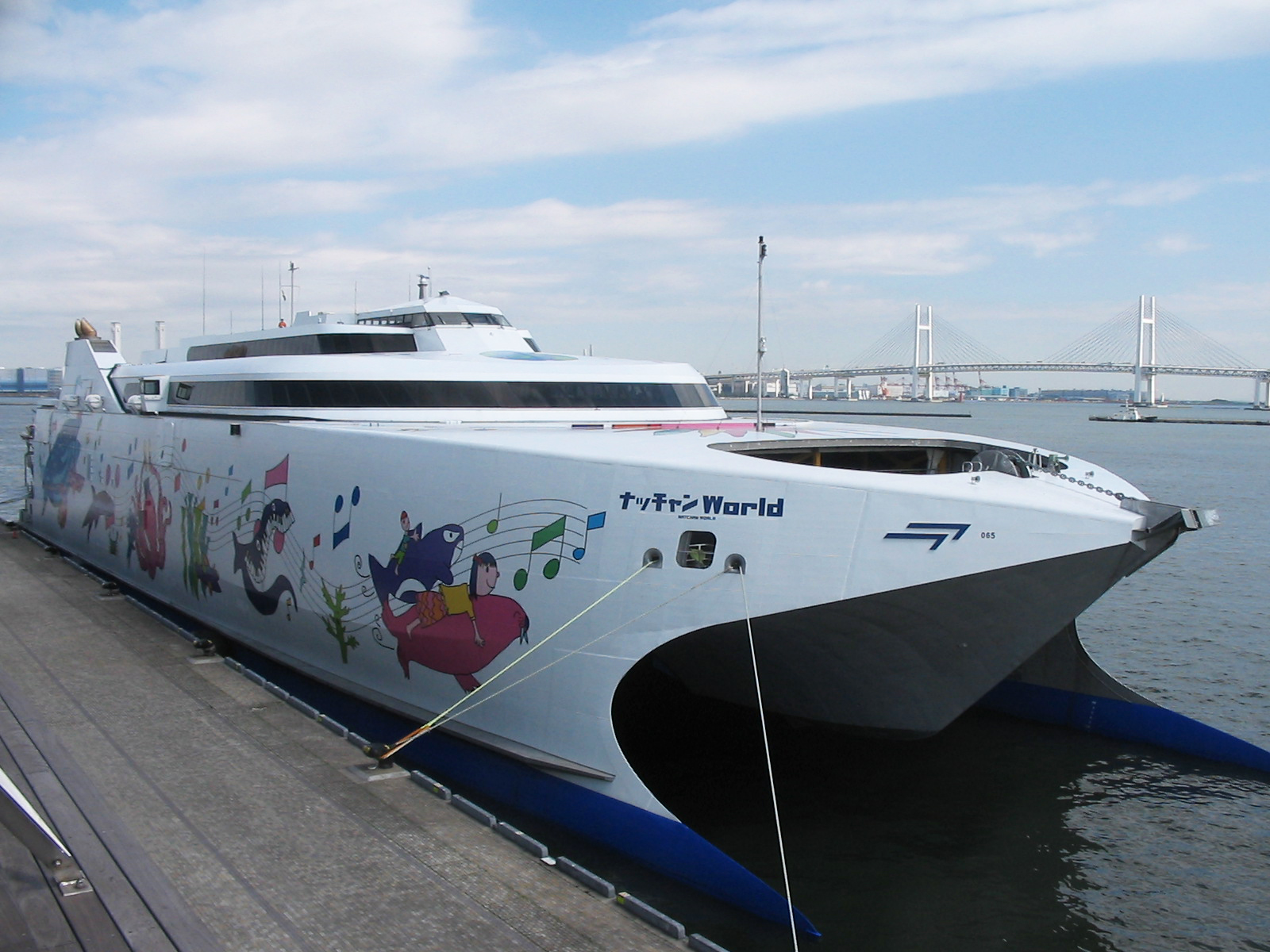
ナッチャンWorldと横浜ベイブリッジ。
船首にインキャット社ロゴと、本船のHull Noの065が確認できる。2009年3月7日。

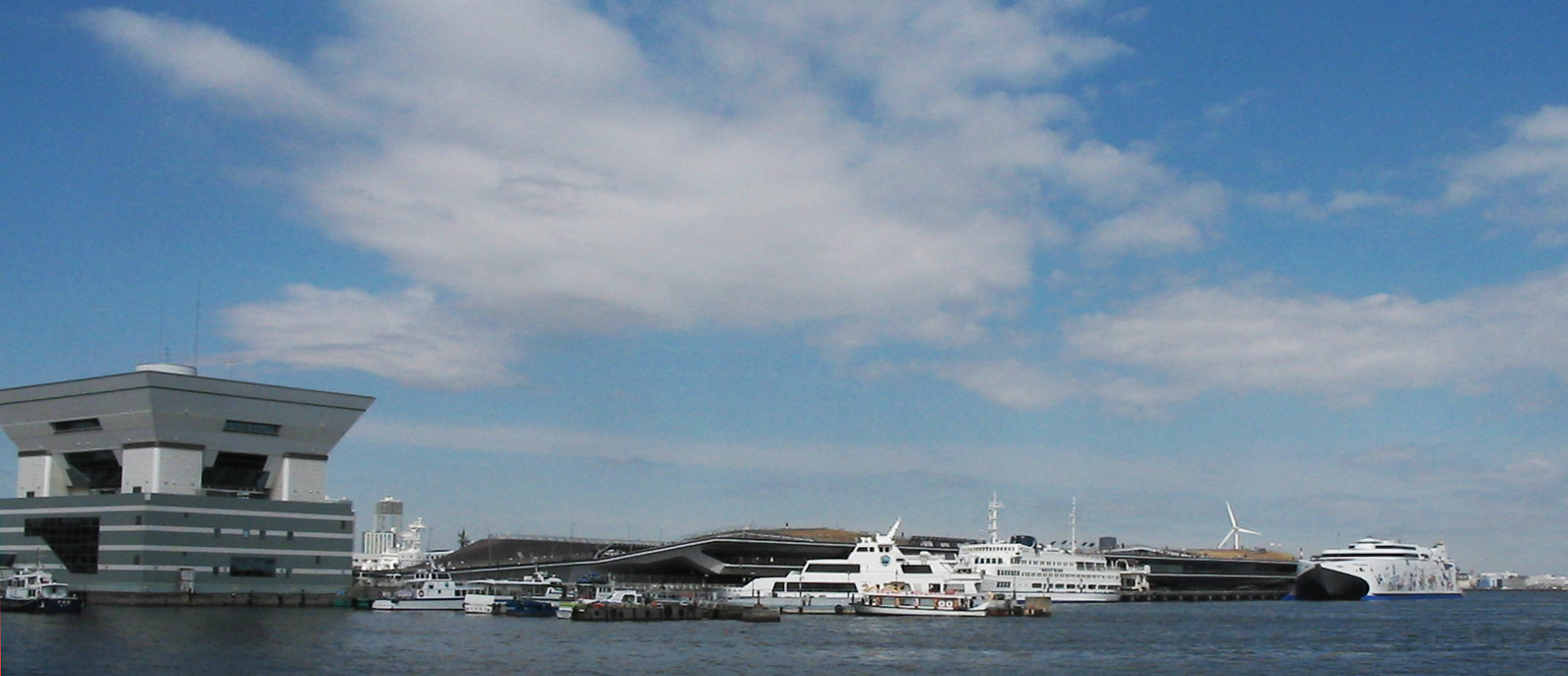
横浜港大さん橋ふ頭に舷側接岸したナッチャンWorld（2009年3月7日）

ナッチャンWorldはナッチャンReraに続く双胴式の高速フェリーとして、オーストラリアのインキャット社ホバート造船所で建造された。同社の112 m級ウェーブ・ピアーサー2番船で、船体番号は065。青森港 - 函館港間をおよそ夏季1時間45分、冬季2時間15分、深夜便2時間30分で結んだ。船体には、2007年（平成19年）11月に「パレード」をテーマとして児童より公募したイラスト538点の中から選ばれた恐竜や海の生物など18作品が描かれている。
2008年（平成20年）2月19日に進水し、4月3日に公試、同月8日に完成記念式典が行われた。その後、同月10日にオーストラリアを出航、ブリスベンを経由して17日の午前7時に函館に到着した。就航に先立つ4月30日には函館港に停泊中の船内でテロ対処訓練が行われたが、この訓練は同年7月7日から9日にかけて開催される北海道洞爺湖サミットに備えたもので、北海道警察と東日本フェリーが合同で実施した。
就航式は同年5月2日に青森市の青森高速船ターミナルで行われ、同時に函館港開港150周年記念イベント「津軽海峡・海と大空のフェスティバル」が開催された。また、本船の就航に合わせて青森フェリー埠頭では新しいターミナルビルと搭乗橋の使用が開始された。しかし同年8月4日、東日本フェリーは原油高にともなう燃料高騰を理由として、運賃の3割値上げと秋・冬季の減便を発表した（これにより1日6往復12便運航されている便数が9月から4往復8便、11月から2往復4便に減少することになった）。さらに同年9月8日、燃料高騰の影響によりナッチャンRera・Worldの函館 - 青森航路と在来船で運航している函館から青森、室蘭、大間への3航路の合計で本年度49億円の赤字が見込まれることから、同年11月末をもって国内フェリー事業から撤退することを発表するとともに、2隻の高速フェリーは同年11月1日から運航を休止した。
その後は青森・函館の両港に係船されていたが2009年（平成21年）3月、函館開港150周年記念事業のPRのために、同じく開港150周年を迎える横浜港の大さん橋で展示された。翌2010年（平成22年）の2月17日に再び大さん橋に入港し、停泊中の船内で青森物産展が開催された他、2月21日には久里浜港発着の特別クルーズも実施された。また、東日本フェリーから青函航路を承継した道南自動車フェリー（現・津軽海峡フェリー）が国土交通省への期間限定での運航申請が2009年（平成21年）5月20日に認可され、同年7月18日から9月30日までの期間限定で青森港 - 函館港の間を運航した（地元漁協に配慮し減速して運航したため、両港間の所要時間は2時間45分となった）。以降2010年（平成22年）は7月17日から10月31日まで、2011年（平成23年）は7月29日から8月18日、2012年（平成24年）は8月1日から8月19日の期間限定で運航した。2013年（平成25年）以降については運航されていない。

### 輸送船としての利用

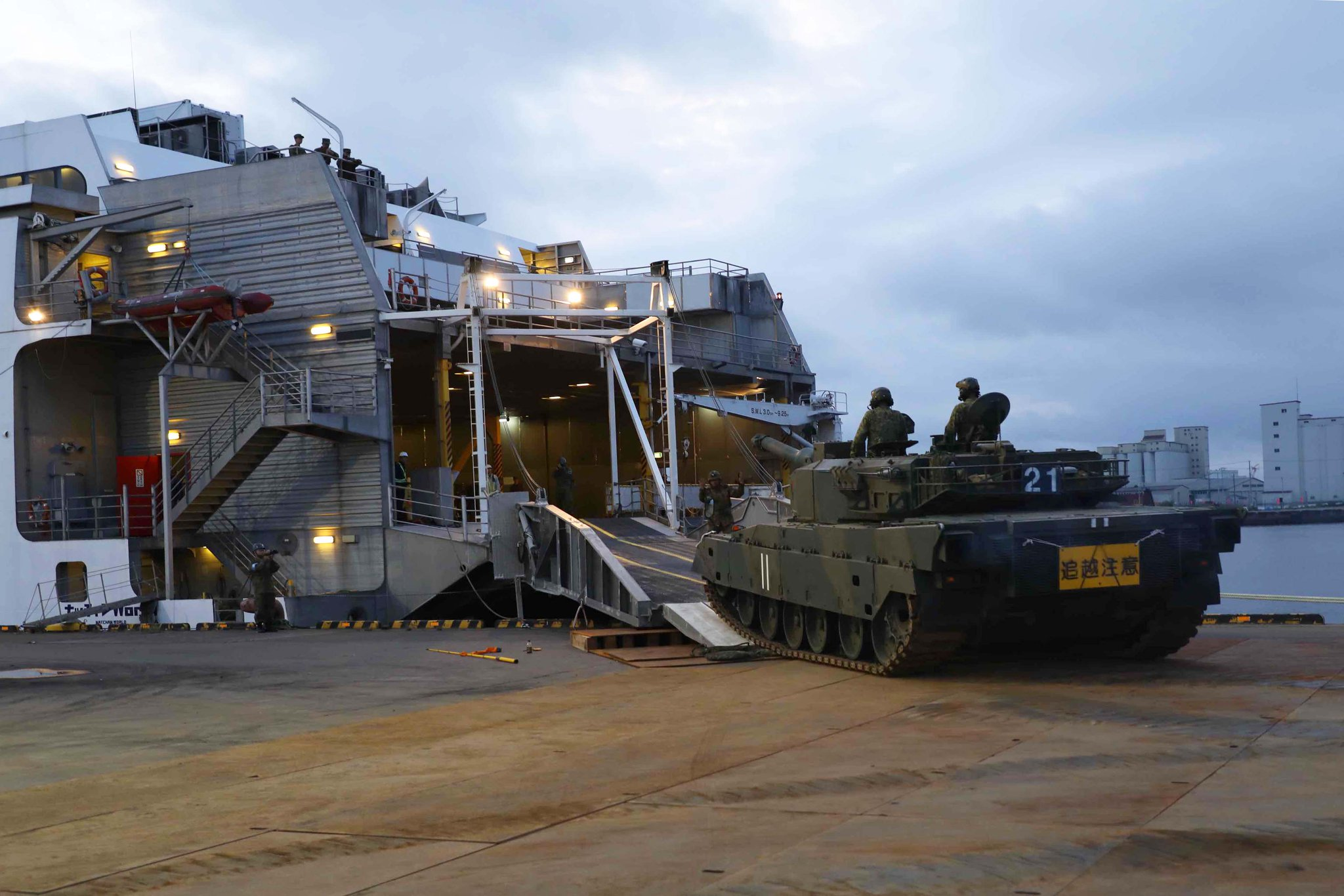
陸上自衛隊の演習でのナッチャンWorld(2019年8月)

2011年3月11日に発生した東北地方太平洋沖地震に際し、自衛隊の要請を受け被災地への緊急災害援助部隊派遣のために同年3月14日 - 16日にかけて臨時運航された。更に北海道の要請も受けて、3月20日にも被災地への支援物資輸送の為に運航された。
2011年（平成23年）夏から秋にかけて、左舷後部の車両出入口にランプを増設した。11月10日からおこなわれる陸上自衛隊の日出生台演習場での訓練のため、北海道の苫小牧港から大分県の大分港まで90式戦車4両と89式装甲戦闘車10両等を輸送した。この航海は訓練期間中待機だったため、合間に別の陸上自衛隊の部隊を九州各地から九州の島嶼部に輸送し、この航海で大分県大分市大分港及び別府市別府港、鹿児島県奄美市名瀬港及び志布志市志布志港、長崎県対馬市厳原港への寄港実績を作った。
自衛隊の装備費縮減のため、防衛省がPFIにより建造した高速フェリーを民間と兼用する構想が2013年（平成25年）7月に報道されるなど、同一の船舶を民間と共用で利用する構想が度々報じられているが、「ナッチャンWorld」については2011年（平成23年）2月、同省が姉妹船の「ナッチャンRera」とともに、離島奪還作戦に不可欠な高速輸送艦艇として利用することを検討している旨を報じられたことがある。
2012年（平成24年）夏以降運航していなかったナッチャンWorldを、防衛省は大災害などに備えるとの名目で2014年（平成26年）度、約3億5千万円で借り上げた。
2016年3月、双日・津軽海峡フェリー・新日本海フェリー他8社が設立した高速マリン・トランスポート株式会社が本船を保有することとなり、同社と防衛省の間で使用契約が結ばれた。平時は高速マリン・トランスポートが本船を運航し、民間収益事業のほか自衛隊の訓練や災害派遣に使用。有事には防衛省が高速マリン・トランスポートから提供を受け、自衛隊員や武器の輸送に用いる。
2018年9月6日に発生した平成30年北海道胆振東部地震では、自衛隊の災害派遣に運用された。
2019年の台風19号に際しては、自衛隊の災害派遣に係る輸送船として使用され、10月17日には陸上自衛隊の派遣部隊を載せた本船が仙台港へ到着した。
2021年9月、令和3年度陸上自衛隊演習にて軽装甲機動車や74式戦車、90式戦車等の輸送に使用された。

### 観光船としての利用
防衛省での活動時期以外についてはリベラが地域振興の観点からクルーズ企画やレンタルホールとしての活用を検討し、2018年から準備が整ったとして2月11・12日の函館港での花火大会を組み合わせたディナークルーズを皮切りに一般向け運航を再開。8月7日・8日には青森ねぶた祭りツアーにて6年ぶりに津軽海峡での運航を行った。

## ナッチャンReraとの相違点
姉妹船のナッチャンReraとの外観上の相違点としては、ナッチャンReraは前部の車両搭載デッキ天面が突き抜けとなっているが、ナッチャンWorldは突抜が無く、太陽のイラストが描かれていた（現在はRera同様に突き抜けとなっている）。
また、客室設備の相違点は、エグゼクティブクラスの座席がシートタイプではなくブース形式になっているほか、ラウンジにはカウンターが無くマッサージチェアが装備されている。乗客定員もナッチャンReraが774名であるのに対して、ナッチャンWorldでは800名と増加している。
当初、ナッチャンWorldはナッチャンReraと同じく船尾ランプウェイのみを装備していた。しかし、船尾ランプウェイが船体の吃水面から高い位置にあるため、荷役接岸時は同型船専用に整備された港湾設備（専用岸壁）に船尾接岸する必要があった。後に、東北地方太平洋沖地震以降に利用が多くなった自衛隊輸送を鑑み、一般の整備されていない岸壁でも車両の積み下ろしができるように、舷側接岸時に使用できるランプウェイを後部ランプウェイの左舷側に増設する工事を2011年10月に行った。このランプウェイはナッチャンReraと大きく異なる外観的特徴となっている。